# Liste der Baudenkmale in Dahme/Mark
In der Liste der Baudenkmale in Dahme/Mark sind alle Baudenkmale der brandenburgischen Stadt Dahme/Mark aufgelistet. Grundlage ist die Veröffentlichung der Landesdenkmalliste mit dem Stand vom 31. Dezember 2022.

## Baudenkmale in den Ortsteilen
In den Spalten befinden sich folgende Informationen:
- ID-Nr.: Die Nummer wird vom Brandenburgischen Landesamt für Denkmalpflege vergeben. Ein Link hinter der Nummer führt zum Eintrag über das Denkmal in der Denkmaldatenbank. In dieser Spalte kann sich zusätzlich das Wort Wikidata befinden, der entsprechende Link führt zu Angaben zu diesem Denkmal bei Wikidata.
- Lage: die Adresse des Denkmales und die geographischen Koordinaten. Link zu einem Kartenansichtstool, um Koordinaten zu setzen. In der Kartenansicht sind Denkmale ohne Koordinaten mit einem roten beziehungsweise orangen Marker dargestellt und können in der Karte gesetzt werden. Denkmale ohne Bild sind mit einem blauen bzw. roten Marker gekennzeichnet, Denkmale mit Bild mit einem grünen beziehungsweise orangen Marker.
- Bezeichnung: Bezeichnung in den offiziellen Listen des Brandenburgischen Landesamtes für Denkmalpflege. Ein Link hinter der Bezeichnung führt zum Wikipedia-Artikel über das Denkmal.
- Beschreibung: die Beschreibung des Denkmales
- Bild: ein Bild des Denkmales und gegebenenfalls einen Link zu weiteren Fotos des Baudenkmals im Medienarchiv Wikimedia Commons

### Altsorgefeld
| ID-Nr.   | Lage   | Bezeichnung | Beschreibung | Bild     |
| -------- | ------ | ----------- | --- | -------- |
| 09105665 | (Lage) | Jagdhaus    | Das Gebäude entstand zwischen 1840 und 1860 und wurde 1910/20 erweitert. Es ist ein Fachwerkbau mit ziegelgedeckten Krüppelwalmdach. | Jagdhaus |

### Buckow
| ID-Nr.                           | Lage                 | Bezeichnung                | Beschreibung | Bild                       |
| -------------------------------- | -------------------- | -------------------------- | --- | -------------------------- |
| 09105279                         | Buckow 14-15 (Lage)  | Dorfkirche                 | Das Kirchengebäude wurde im 15. Jahrhundert aus Feldsteinen errichtet. Der Westturm mit der Vierung wurde später aus Backsteinen angebaut. Bis in die heutige Zeit erfolgten häufige bauliche Änderungen. Das ist besonders auf der Südseite an den verschieden großen Fenstern erkennbar. Die evangelische Kirche besitzt einen steinernen Hochaltar und eine kleine gut erhaltene Orgel. | weitere Bilder             |
| 09105861                         | Buckow 20 (Lage)     | Volksbad                   | | weitere Bilder             |
| 09107103 Teilobjekt zu: 09105861 | Buckow 20 (Lage)     | Umkleidekabine             | | BW                         |
| 09107104 Teilobjekt zu: 09105861 | Buckow 20 (Lage)     | Schwimmbecken              | | BW                         |
| 09107105 Teilobjekt zu: 09105861 | Buckow 21 (Lage)     | Pumpenhaus                 | | BW                         |
| 09107105 Teilobjekt zu: 09105861 | Buckow 20 (Lage)     | Einfriedung                | | BW                         |
| 09105280                         | Dorfstraße 31 (Lage) | Stallgebäude mit Oberlaube | | Stallgebäude mit Oberlaube |

### Dahme/Mark
| ID-Nr.                           | Lage                                          | Bezeichnung                                                                                                   | Beschreibung | Bild                                                                                  |
| -------------------------------- | --------------------------------------------- | --- | --- | ------------------------------------------------------------------------------------- |
| 09105285                         | (Lage)                                        | Stadtkern Dahme                                                                                               | Die Stadt gehört zur Arbeitsgemeinschaft „Städte mit historischen Stadtkernen“. Im Bild zu sehen ist der Marktplatz. | Stadtkern Dahme                                                                       |
| 09105127                         | (Lage)                                        | Stadtbefestigung mit Stadtmauer und Vogelturm                                                                 | Die Stadtbefestigung wurde ab dem 13. Jahrhundert errichtet. Sie ist zum größten Teil erhalten. Der Vogelturm neben dem ehemaligen Jüterboger Tor wurde 1563 zerstört und 1892 wieder aufgebaut. | weitere Bilder                                                                        |
| 09106575 Teilobjekt zu: 09105127 | (Lage)                                        | Stadtmauer | | Stadtmauer                                                                            |
| 09106576 Teilobjekt zu: 09105127 | (Lage)                                        | Wehrturm | Der Wehrturm befindet sich neben dem Jüterboger Tor. Der Turm wird auch als Vogelturm bezeichnet. | Wehrturm                                                                              |
| 09105131                         | (Lage)                                        | Stadtkirche St. Marien                                                                                        | Die evangelische Stadtkirche St. Marien wurde im 13. Jahrhundert angelegt. Die heute bekannte Stadtkirche St. Marien entstand im Jahr 1666, nachdem Vorgängerbauten im Laufe der Jahrhunderte immer wieder Bränden zum Opfer fielen. Feldsteinbau mit einem Rechteck-Chor und einem Turm im Westen der Kirche. Im Inneren ein Altaraufsatz aus dem Jahr 1678.                                           | weitere Bilder                                                                        |
| 09105132                         | (Lage)                                        | Katholische Kirche St. Antonius                                                                               | | Katholische Kirche St. Antonius                                                       |
| 09105126                         | Am Schloß 1 (Lage)                            | Schlossruine Dahme mit Schlosspark, Kavaliershaus und Burgmauer                                               | | weitere Bilder                                                                        |
| 09106571 Teilobjekt zu: 09105126 | Am Schloß 1 (Lage)                            | Schloss | Die Barockanlage wurde, unter Einbeziehung von Gebäudeteilen einer Burgfestung aus dem Mittelalter und der Renaissance, von 1713 bis 1714 errichtet. Dreieinhalbgeschossiger Backstein-Bau mit zweigeschossigen Seitenflügeln, im stumpfen Winkel angebaut. Im Verlauf der Jahrhunderte wechselnde Nutzungskonzepte sowie vielfache Umbauten und Restaurierungsarbeiten.                                | Schloss                                                                               |
| 09106572 Teilobjekt zu: 09105126 | Am Schloß: Hauptweg (Lage)                    | Kavaliershaus                                                                                                 | Eingeschossiger Ziegelbau mit Mansardwalmdach. Datiert auf 1721. Ursprünglich Teil des nördlichen Schlossflügels. | Kavaliershaus                                                                         |
| 09106573 Teilobjekt zu: 09105126 | Am Schloß: Hauptweg (Lage)                    | Schlosspark                                                                                                   | Der Schlossgarten ist auf 1719 datiert. Mehrfache Eingriffe im 18. und 19. Jh. veränderten sein Erscheinungsbild. Seit 1924 besitzt er den Status eines Stadtparks. | weitere Bilder                                                                        |
| 09106574 Teilobjekt zu: 09105126 | Am Schloß: Hauptweg (Lage)                    | Burgmauer | | Burgmauer                                                                             |
| 09105120                         | Hauptstraße 50 (Lage)                         | Kursächsische Postmeilensäule (siehe Unterlagen BLDAM)                                                        | Die kursächsische Postmeilensäule Dahme gehört zu den Postmeilensäulen, die im Auftrag des Kurfürsten Friedrich August II. von Sachsen durch den Land- und Grenzkommissar Adam Friedrich Zürner in der 1. Hälfte des 18. Jahrhunderts im Kurfürstentum Sachsen errichtet worden sind. Es handelt sich um eine Distanzsäule. Sie befindet sich auf dem alten Markt neben dem Rathaus an der Hauptstraße. | weitere Bilder                                                                        |
| 09105128                         | Am Kloster 1, 2 (Lage)                        | Hospitalkomplex (ehemaliges Karmeliterkloster)                                                                | Die ehemalige Hospitalkirche wurde als Karmeliterkirche um 1300 gegründet. 1924 wurde die Kirche auf den westlichen Teil verkleinert. | weitere Bilder                                                                        |
| 09106577 Teilobjekt zu: 09105128 | Am Kloster (Lage)                             | Hospitalskapelle                                                                                              | | Hospitalskapelle                                                                      |
| 09106578 Teilobjekt zu: 09105128 | Am Kloster (Lage)                             | Hospitalgebäude                                                                                               | | Hospitalgebäude                                                                       |
| 09106579 Teilobjekt zu: 09105128 | Am Kloster (Lage)                             | Brauhaus | | Brauhaus                                                                              |
| 09105121                         | Am Schloß 3 (Lage)                            | Speichergebäude des Schlosses                                                                                 | Das Speichergebäude ist ein dreigeschossiges Fachwerkhaus mit einem Walmdach. Das Haus wurde 1724 errichtet. | Speichergebäude des Schlosses                                                         |
| 09105629                         | Bahnhofstraße 3 (Lage)                        | Bahnhof, bestehend aus Empfangsgebäude mit Gaststättentrakt, Toilettenhäuschen, Lokschuppen und Güterschuppen | Der Bahnhof gehörte zur Bahnstrecke Uckro–Dahme, die 1886 eröffnet wurde. Der Personenverkehr endete 1968, der Güterverkehr 1993. | weitere Bilder                                                                        |
| 09106799 Teilobjekt zu: 09105629 | Bahnhofstraße 3 (Lage)                        | Bahnhofsempfangsgebäude                                                                                       | Das Gebäude entstand mit dem Bau der Strecke 1886. Es ist ein zweieinhalbgeschossiger vierachsiger Backsteinbau mit Fachwerk und sich anschließendem einstöckigen Gaststättenanbau. Es steht leer. | Bahnhofsempfangsgebäude                                                               |
| 09106800 Teilobjekt zu: 09105629 | Bahnhofstraße 3 (Lage)                        | Toilettenhaus                                                                                                 | Eingeschossiger Ziegelbau mit Walmdach. Datierung etwa auf das Jahr 1930. | Toilettenhaus                                                                         |
| 09106801 Teilobjekt zu: 09105629 | Bahnhofstraße 3 (Lage)                        | Güterschuppen                                                                                                 | Eingeschossiger Fachwerk-Ziegelbau mit Satteldach. | Güterschuppen                                                                         |
| 09106802 Teilobjekt zu: 09105629 | Bahnhofstraße 3 (Lage)                        | Lokomotivschuppen                                                                                             | Eingeschossiger Fachwerkbau mit Satteldach. Der Schuppen steht auf einem Privatgelände in einem Waldstück und ist nicht öffentlich einsehbar. | BW                                                                                    |
| 09106414                         | Bahnhofstraße 14, Nachthainichenweg 23 (Lage) | Kleinbahnhof, Verwaltungsgebäude und Werkstattgebäude (Grundstruktur und Schornstein)                         | Der Bahnhof gehörte zu den Jüterbog-Luckenwalder Kreiskleinbahnen (JLKB). Der Personenverkehr wurde 1963 eingestellt, der Güterverkehr 1965. Datiert auf 1897/1900. | Kleinbahnhof, Verwaltungsgebäude und Werkstattgebäude (Grundstruktur und Schornstein) |
| 09106415 Teilobjekt zu: 09106414 | Bahnhofstraße 14 (Lage)                       | Verwaltungsgebäude                                                                                            | Zweigeschossiges Ziegelgebäude mit Fachwerkanbau und Walmdach. Datiert auf 1898/1900. Das Verwaltungsgebäude befindet sich an der westlichen Seite des Bahnhofs. | BW                                                                                    |
| 09106416 Teilobjekt zu: 09106414 | Nachthainichenweg 23 (Lage)                   | Werkstattgebäude                                                                                              | Zweigeschossiges Ziegelgebäude mit Satteldach und Schornstein. Datiert auf 1899/1900. | Werkstattgebäude                                                                      |
| 09105138                         | Grünstraße 23 (Lage)                          | Wohnhaus „Villa Maria“                                                                                        | | Wohnhaus „Villa Maria“                                                                |
| 09105717                         | Hauptstraße 3 (Lage)                          | Mietwohn- und Geschäftshaus                                                                                   | | Mietwohn- und Geschäftshaus                                                           |
| 09105777                         | Hauptstraße 8 (Lage)                          | Wohnhaus mit Hofanlage                                                                                        | | Wohnhaus mit Hofanlage                                                                |
| 09107004 Teilobjekt zu: 09105777 | Hauptstraße 8 (Lage)                          | Seitenflügel                                                                                                  | | BW                                                                                    |
| 09107005 Teilobjekt zu: 09105777 | Hauptstraße 8 (Lage)                          | Scheune | | BW                                                                                    |
| 09105646                         | Hauptstraße 16 (Lage)                         | Wohn- und Geschäftshaus                                                                                       | | Wohn- und Geschäftshaus                                                               |
| 09105135                         | Hauptstraße 25 (Lage)                         | Wohnhaus | | Wohnhaus                                                                              |
| 09105136                         | Hauptstraße 32 (Lage)                         | Wohnhaus | | Wohnhaus                                                                              |
| 09105602                         | Hauptstraße 36 (Lage)                         | Wohnhaus (Torwächterhaus)                                                                                     | | Wohnhaus (Torwächterhaus)                                                             |
| 09105137                         | Hauptstraße 44 (Lage)                         | Wohnhaus | | Wohnhaus                                                                              |
| 09105106                         | Hauptstraße 46/47 (Lage)                      | Wohnhaus (Unverdorben-Haus)                                                                                   | In diesem Wohnhaus hat Otto Unverdorben 1826 den chemisch bedeutsamen Basisstoff Anilin entwickelt. | Wohnhaus (Unverdorben-Haus)                                                           |
| 09106566 Teilobjekt zu: 09105106 | Hauptstraße 46/47 (Lage)                      | Gedenktafel                                                                                                   | Die Gedenktafel erinnert an Otto Unverdorben. | Gedenktafel                                                                           |
| 09105133                         | Hauptstraße 48/49 (Lage)                      | Rathaus und Post                                                                                              | Das im Stil der Neorenaissance errichtete und 1894 eingeweihte Gebäude entstand nach Plänen des Dahmer Architekten Max Jacob. Es ist ein roter Ziegelbau. Der Turm hat die Form eines belgischen Belfried. | weitere Bilder                                                                        |
| 09105140                         | Hauptstraße 56 (Lage)                         | Adler-Apotheke                                                                                                | | Adler-Apotheke                                                                        |
| 09105651                         | Hauptstraße 65 (Lage)                         | Wohnhaus | | Wohnhaus                                                                              |
| 09105832                         | Hauptstraße 68 (Lage)                         | Wohnhaus und rechtes Hofgebäude                                                                               | Dreigeschossiges Gebäude mit einem Walmdach. Datiert auf 1701/1800 (Umbauten erfolgten 1901/1914). | Wohnhaus und rechtes Hofgebäude                                                       |
| 09107071 Teilobjekt zu: 09105832 | Hauptstraße 68 (Lage)                         | Wohnhaus | Das rechte Hofgebäude war ein zweieinhalbgeschossiges Wohngebäude, datiert auf 1851//1900. Das Wohnhaus befand sich auf der rechten Seite des Hofes, das mitsamt dem Hofgelände Um- und Ausbauarbeiten für einen Lebensmittel-Discounter mit großem Parkplatz zum Opfer fiel. | BW                                                                                    |
| 09105682                         | Herzberger Straße/Tränkestraße (Lage)         | Lichtmast | | Lichtmast                                                                             |
| 09105578                         | Herzberger Straße 1 (Lage)                    | Wohnhaus | | Wohnhaus                                                                              |
| 09105072                         | Herzberger Straße 16 (Lage)                   | Villa Grosse                                                                                                  | | Villa Grosse                                                                          |
| 09105954                         | Jüterboger Chaussee 23 (Lage)                 | Mühlenspeicher                                                                                                | Dreigeschossiger Ziegelbau mit Mansarddach. Datiert auf ca. 1920. | Mühlenspeicher                                                                        |
| 09105055                         | Jüterboger Chaussee 54 (Lage)                 | Wohnhaus | | Wohnhaus                                                                              |
| 09105652                         | Jüterboger Straße 15 (Lage)                   | Wohnhaus | | Wohnhaus                                                                              |
| 09105117                         | Kirchstraße 17 (Lage)                         | Wohnhaus mit Nebengebäude und Pumpe                                                                           | | Wohnhaus mit Nebengebäude und Pumpe                                                   |
| 09106567 Teilobjekt zu: 09105117 | Kirchstraße 17 (Lage)                         | Gerberei & Schusterwerkstatt                                                                                  | Seitenflügel rechts | BW                                                                                    |
| 09106568 Teilobjekt zu: 09105117 | Kirchstraße 17 (Lage)                         | Gerberei & Schusterwerkstatt                                                                                  | Quergebäude | BW                                                                                    |
| 09106569 Teilobjekt zu: 09105117 | Kirchstraße 17 (Lage)                         | Gerberei & Schusterwerkstatt                                                                                  | rechts hinten | BW                                                                                    |
| 09106570 Teilobjekt zu: 09105117 | Kirchstraße 17 (Lage)                         | Pumpe | Die Pumpe steht auf dem Hof. | BW                                                                                    |
| 09105697                         | Kirchstraße 19 (Lage)                         | Wohnhaus | | Wohnhaus                                                                              |
| 09105114                         | Kirchstraße 21 (Lage)                         | Wohnhaus | | Wohnhaus                                                                              |
| 09105115                         | Kirchstraße 22 (Lage)                         | Wohnhaus | | Wohnhaus                                                                              |
| 09105122                         | Luckauer Chaussee (Lage)                      | Preußischer Meilenstein „IV Meilen bis Jüterbogk“                                                             | | Preußischer Meilenstein „IV Meilen bis Jüterbogk“                                     |
| 09105701                         | Luckauer Straße 3 (Lage)                      | Wohnhaus | | Wohnhaus                                                                              |
| 09105109                         | Luckauer Straße 11 (Lage)                     | Wohnhaus mit eingemauerten Kanonenkugeln im Giebel                                                            | | Wohnhaus mit eingemauerten Kanonenkugeln im Giebel                                    |
| 09105139                         | Luckauer Straße 16 (Lage)                     | Mietwohnhaus                                                                                                  | | Mietwohnhaus                                                                          |
| 09105930                         | Luckauer Straße 17 (Lage)                     | Mietwohnhaus                                                                                                  | | Mietwohnhaus                                                                          |
| 09105669                         | Luckauer Straße 18 (Lage)                     | Wohnhaus | | Wohnhaus                                                                              |
| 09105116                         | Luckauer Straße 23 (Lage)                     | Wohnhaus | | Wohnhaus                                                                              |
| 09105058                         | Luckenwalder Straße 7 (Lage)                  | Villa | Zweieinhalbgeschossiges Gebäude mit Walmdach. Es entstand etwa im Zeitraum 1900. | Villa                                                                                 |
| 09105825                         | Max-Hannemann-Straße 30 (Lage)                | Wohnhaus mit linkem Seitengebäude                                                                             | Auf einem Feldstein-Sockel aufsitzender zweigeschossiger Fachwerkbau mit Satteldach. Datiert auf 1701/1750. | Wohnhaus mit linkem Seitengebäude                                                     |
| 09107068 Teilobjekt zu: 09105825 | Max-Hannemann-Straße 30 (Lage)                | Wohnhaus | Hierbei handelt es sich um das zweigeschossige Seitengebäude, ein Ziegelstein-Wohngebäude mit Pultdach. Datiert auf 1851/1900. | BW                                                                                    |
| 09105124                         | Mehlsdorfer Weg (Lage)                        | Bockwindmühle                                                                                                 | Bauherr und Bestimmung des Baujahres dieser Mühle sind unbekannt. | Bockwindmühle                                                                         |
| 09105718                         | Mehlsdorfer Weg (Lage)                        | Wasserwerk mit Wasserturm                                                                                     | | weitere Bilder                                                                        |
| 09106930 Teilobjekt zu: 09105718 | Mehlsdorfer Weg (Lage)                        | Wasserturm | Ziegelbau mit Kegeldach, datiert auf 1906/1907. | Wasserturm                                                                            |
| 09106931 Teilobjekt zu: 09105718 | Mehlsdorfer Weg (Lage)                        | Wasserwerk | Das eingeschossige Wasserwerk-Gebäude (1906/1907) ist ein Ziegelbau mit Satteldach und baulich verbunden mit dem Wasserturm. | Wasserwerk                                                                            |
| 09105046                         | Mittelstraße 29 (Lage)                        | Wohnhaus | Der zweigeschossige Fachwerkbau mit Satteldach datiert auf 1666/1700 (ein Umbau erfolgte etwa 1800). Das Haus beinhaltet mehrere Kachelöfen aus der zweiten Hälfte des 19. Jhs. | Wohnhaus                                                                              |
| 09105130                         | Nordhag 17–19 (Lage)                          | Gebäudeanlage „Victoria-Stift“                                                                                | | Gebäudeanlage „Victoria-Stift“                                                        |
| 09105702                         | Rudolf-Breitscheid-Straße 21 (Lage)           | Wohnhaus | | Wohnhaus                                                                              |
| 09105112                         | Thomas-Müntzer-Weg 9 (Lage)                   | Neubauernhaus                                                                                                 | Datiert auf nach 1945. | Neubauernhaus                                                                         |
| 09105119                         | Töpfermarkt 4 (Lage)                          | Wohnhaus | | Wohnhaus                                                                              |
| 09105118                         | Töpferstraße 16 (Lage)                        | Wohnhaus (heute Heimatmuseum)                                                                                 | | Wohnhaus (heute Heimatmuseum)                                                         |
| 09105708                         | Töpferstraße 18 (Lage)                        | Wohnhaus | | Wohnhaus                                                                              |
| 09105778                         | Töpferstraße 28 (Lage)                        | Wohnhaus | | Wohnhaus                                                                              |
| 09105705                         | Töpferstraße 29 (Lage)                        | Wohnhaus | | Wohnhaus                                                                              |
| 09105108                         | Tränkestraße (Lage)                           | Poblocki-Denkmal, auf dem Friedhof                                                                            | Gewidmet Major Comann von Poblocki, Johann Friedrich Wilhelm. Material: Sandstein. Datiert auf 1813/1815. | Poblocki-Denkmal, auf dem Friedhof                                                    |
| 09105107                         | Tränkestraße (Lage)                           | Grabstätte Otto Unverdorben, auf dem Friedhof                                                                 | | Grabstätte Otto Unverdorben, auf dem Friedhof                                         |
| 09107239                         | Tränkestraße 2 (Lage)                         | Friedhof | | Friedhof                                                                              |
| 09107240 Teilobjekt zu: 09107239 | Tränkestraße 2 (Lage)                         | Kapelle | Das Backstein-Gebäude ist vom Typus Saalbau. Es verfügt über ein Sattel- und Pultdach. Datiert auf das Jahr 1890 (nach 1945 erfolgte eine Sanierung). | Kapelle                                                                               |
| 09107241 Teilobjekt zu: 09107239 | Tränkestraße 2 (Lage)                         | Grabmal | Das Grabmal wird auf das Jahr 1813 datiert. Gewidmet ist das Grabmal dem königlich preußischen Major Coman Johann Friedrich Wilhelm von Poblocki. | Grabmal                                                                               |
| 09107242 Teilobjekt zu: 09107239 | Tränkestraße 2 (Lage)                         | Grabmal | Neun Grabmale von Grabo, Carus, von Poblocki, Deckmann und von fünf Unbekannten. Das Grabmal liegt auf der östlichen Seite der Allee, die vom Eingang zur Kapelle führt. | Grabmal                                                                               |
| 09107243 Teilobjekt zu: 09107239 | Tränkestraße 2 (Lage)                         | Grabmal | Grabmal von Fritsche, Fritzlebe und von sieben Unbekannten. Das Grabmal liegt auf der westlichen Seite der Allee, die vom Eingang zur Kapelle führt. | Grabmal                                                                               |
| 09107244 Teilobjekt zu: 09107239 | Tränkestraße 2 (Lage)                         | Grabmal | Das Grabmal, mit einem auf einem Steinsockel stehenden Grabkreuz aus Gusseisen, ist Amalie Haberland gewidmet. | Grabmal                                                                               |
| 09107245 Teilobjekt zu: 09107239 | Tränkestraße 2 (Lage)                         | Grabmal | Das Grabmal ist für Otto Unverdorben, dem Erfinder des Anilins. | Grabmal                                                                               |
| 09107246 Teilobjekt zu: 09107239 | Tränkestraße 2 (Lage)                         | Grabmal | Das Grabmal Kaufmann Franz Wiencke. Es liegt unmittelbar an West-Seite der Kapelle. | Grabmal                                                                               |
| 09107247 Teilobjekt zu: 09107239 | Tränkestraße 2 (Lage)                         | Grabmal | Gewidmet Tuchfabrikant Schmidt und seinen Familienangehörigen. | Grabmal                                                                               |
| 09107248 Teilobjekt zu: 09107239 | Tränkestraße 2 (Lage)                         | Grabmal | Inschrift: 'Carl Grosse: Ruhestätte der Familien Krüger'. Gewidmet Carl Grosse, Arnold Wiencke, Boy Tete Ratje und Familie Krüger. | Grabmal                                                                               |
| 09107249 Teilobjekt zu: 9107239  | Tränkestraße 2 (Lage)                         | Grabmal | Ruhestätte der Familie Paul Hoffmann. | Grabmal                                                                               |
| 09107250 Teilobjekt zu: 09107239 | Tränkestraße 2 (Lage)                         | Grabmal | Das Grabmal trägt keinen Namen. Es liegt an der westlichen Friedhofsmauer. | Grabmal                                                                               |
| 09107251 Teilobjekt zu: 09107239 | Tränkestraße 2 (Lage)                         | Grabmal | Das Grabmal ist zum Gedenken von Otto Zacke errichtet worden. Es liegt an der äußeren Friedhofsmauer, westlich vom Haupteingang. | Grabmal                                                                               |
| 09107252 Teilobjekt zu: 09107239 | Tränkestraße 2 (Lage)                         | Gedenkstätte                                                                                                  | Die Gedenkstätte für die Toten des Zweiten Weltkrieges befindet sich im südöstlichen Teil des Friedhofes. | Gedenkstätte                                                                          |
| 09105111                         | Trift 1 (Lage)                                | Neubauernhaus                                                                                                 | Datiert auf nach 1945. | Neubauernhaus                                                                         |
| 09105113                         | Trift 11 (Lage)                               | Neubauernhaus                                                                                                 | | Neubauernhaus                                                                         |
| 09105018                         | Wallstraße 7 (Lage)                           | Wohnhaus | | Wohnhaus                                                                              |
| 09105737                         | Wallstraße 45 (Lage)                          | Wohnhaus | | Wohnhaus                                                                              |
| 09105851                         | Wallstraße 46 (Lage)                          | Wohnhaus | | Wohnhaus                                                                              |
| 09105015                         | Wallstraße 47 (Lage)                          | Wohnhaus | | Wohnhaus                                                                              |

### Gebersdorf
| ID-Nr.   | Lage                 | Bezeichnung | Beschreibung | Bild           |
| -------- | -------------------- | ----------- | --- | -------------- |
| 09105097 | (Lage)               | Dorfkirche  | Die evangelische Dorfkirche wurde im späten 12. Jahrhundert oder in der ersten Hälfte des 13. Jahrhunderts erbaut. Der Turm im Stil der Spätgotik wurde später erbaut. Im Jahre 1678 wurde die Kirche nach teilweiser Zerstörung wieder aufgebaut. Die Ausstattung im Inneren ist ebenfalls aus dem Jahr 1678. | weitere Bilder |
| 09106214 | Dorfstraße 21 (Lage) | Herrenhaus  | | weitere Bilder |
| 09105584 | Dorfstraße 32 (Lage) | Wohnhaus    | | Wohnhaus       |

### Heinsdorf
| ID-Nr.                           | Lage                           | Bezeichnung        | Beschreibung | Bild               |
| -------------------------------- | ------------------------------ | ------------------ | --- | ------------------ |
| 09105860                         | (Lage)                         | Dorfkirche (Ruine) | Die spätgotische Kirche wurde 1970 abgetragen, die Grundmauern blieben stehen. Die Kirche war baufällig gewesen. Weitere Sicherungsarbeiten finden seit 2007 statt. Der westliche Teil der Kirche ist mit einem Dach bedeckt und wird wieder genutzt (2019). | weitere Bilder     |
| 09105448                         | (Lage)                         | Gutspark Heinsdorf | | Gutspark Heinsdorf |
| 09105862                         | Heinsdorf Angerstraße 1 (Lage) | Wohn- und Torhaus  | | Wohn- und Torhaus  |
| 09107107 Teilobjekt zu: 09105862 | Heinsdorf Angerstraße 1 (Lage) | Torhaus            | Das Torhaus schließt sich links an das Wohnhaus an. | Torhaus            |

### Kemlitz
| ID-Nr.                           | Lage                      | Bezeichnung                                              | Beschreibung | Bild                                                     |
| -------------------------------- | ------------------------- | -------------------------------------------------------- | --- | -------------------------------------------------------- |
| 09105099                         | Kemlitz-Dorfweg 1 (Lage)  | Dorfkirche                                               | Die Kirche im Rundbogenstil entstand im Jahr 1856 nach einem Entwurf des Bauinspektors Rupprecht. Die Kirchenausstattung stammt aus der Bauzeit. | Dorfkirche                                               |
| 09105044                         | Kemlitz-Am Gut 7 (Lage)   | Gutshaus                                                 | Das Gutshaus wurde in der ersten Hälfte des 18. Jahrhunderts erbaut.                                                                             | Gutshaus                                                 |
| 09105027                         | Kemlitz-Dorfweg 2 (Lage)  | Dorfschule                                               | | Dorfschule                                               |
| 09105740                         | Kemlitz-Dorfweg 34 (Lage) | Gehöft, bestehend aus Wohnhaus, Scheune und Stallgebäude | | Gehöft, bestehend aus Wohnhaus, Scheune und Stallgebäude |
| 09106959 Teilobjekt zu: 09105740 | Kemlitz-Dorfweg 34 (Lage) | Wohnhaus                                                 | | BW                                                       |
| 09106960 Teilobjekt zu: 09105740 | Kemlitz-Dorfweg 34 (Lage) | Scheune                                                  | | BW                                                       |
| 09106961 Teilobjekt zu: 09105740 | Kemlitz-Dorfweg 34 (Lage) | Stall                                                    | | BW                                                       |

### Liepe
| ID-Nr.   | Lage   | Bezeichnung | Beschreibung | Bild           |
| -------- | ------ | ----------- | --- | -------------- |
| 09105047 | (Lage) | Dorfkirche  | Die evangelische Dorfkirche stammt im Kern wahrscheinlich aus der Zeit um 1300. Es ist ein Bau aus Feldstein, der Dachturm ist verbrettert. Der Turm stammt laut Wetterfahne aus dem Jahr 1734. Der Innenraum hat eine flache Decke und eine Westempore. Der Altaraufsatz wurde in der ersten Hälfte des 19. Jahrhunderts erstellt, wobei die Wangen aus dem Barock sind. Die Kanzel stammt aus der ersten Hälfte des 19. Jahrhunderts. | weitere Bilder |

### Niebendorf
| ID-Nr.                           | Lage                    | Bezeichnung | Beschreibung | Bild           |
| -------------------------------- | ----------------------- | ----------- | --- | -------------- |
| 09105447                         | (Lage)                  | Dorfkirche  | Die Feldsteinkirche entstand in der ersten Hälfte des 13. Jahrhunderts und wurde im 17. Jahrhundert stark verändert. Die barocke Kirchenausstattung wird im Dehio-Handbuch als „einheitlich, stimmungsvoll“ beschrieben. Eine Besonderheit stellen zwei rund 90 cm großer Taufengel dar, die der Werkstatt von Tobias Mathias Beyermann zugeschrieben werden. | weitere Bilder |
| 09106194 Teilobjekt zu: 09105447 | (Lage)                  | Taufengel   | | BW             |
| 09106195 Teilobjekt zu: 09105447 | (Lage)                  | Taufengel   | | BW             |
| 09105580                         | Dorfstraße 16/17 (Lage) | Schafstall  | Der Stall entstand vermutlich um 1863 und steht seit 1997 unter Denkmalschutz. In dem zweigeschossigen Ziegelbau stehen oberhalb eines Mittelrisalits, der mit Zinnen verziert ist, zwei Tierfiguren aus Sandstein. Sie zeigen einen Schafbock sowie ein Mutterschaf und stammen aus der Werkstatt des Tierbildhauers Wilhelm Wolff.                          | weitere Bilder |

### Rosenthal
| ID-Nr.   | Lage                  | Bezeichnung        | Beschreibung | Bild           |
| -------- | --------------------- | ------------------ | --- | -------------- |
| 09105104 | (Lage)                | Dorfkirche         | Die evangelische Dorfkirche wurde möglicherweise noch zum Ende des 12. Jahrhunderts erbaut. Es ist ein Saalbau aus Feldstein und Raseneisenstein, der Chor ist eingezogen, der westliche Turm ist ein Querturm. Nach einer Untersuchung stammt das Dachwerk aus dem Jahr 1401. Im Inneren befindet sich ein Altaraufsatz aus dem Jahr 1627 und eine Sandsteintaufe aus dem Jahr 1607. An der Nordwand befindet sich ein Grabstein für Magdalena und Johann Klemm, diese sind 1730 gestorben. | weitere Bilder |
| 09105483 | B 102 (Lage)          | Holländerwindmühle | | weitere Bilder |
| 09105658 | Hauptstraße 51 (Lage) | Backhaus           | | weitere Bilder |

### Schöna-Kolpien
| ID-Nr.            | Lage                          | Bezeichnung                          | Beschreibung | Bild               |
| ----------------- | ----------------------------- | ------------------------------------ | --- | ------------------ |
| 09105496 Wikidata | Kolpien (Lage)                | Dorfkirche                           | | weitere Bilder     |
| 09105498          | Kolpien (Lage)                | Holländer-Windmühle                  | | weitere Bilder     |
| 09105495 Wikidata | Schöna (Lage)                 | Dorfkirche                           | Der Bau der Dorfkirche wurde wahrscheinlich im 12. Jahrhundert begonnen. Es ist im Kern ein romanischer Bau aus Feldstein. Der Saalbau hat einen eingezogenen Rechteckchor und eine Apsis. Nach einem Brand wurde die Kirche von 1772 bis 1778 umgebaut. Die Hufeisenempore wurde wahrscheinlich 1861 eingebaut. | weitere Bilder     |
| 09105500          | Schöna-Kölpien (Lage)         | Wasserturm                           | Östlich der Ortslage auf einer leichten Anhöhe, in einem Waldstück; massiver Ziegelbau (gelb); Datierung 1925-1926. | weitere Bilder     |
| 09105499          | Schöna (Lage)                 | Friedhof                             | | BW                 |
| 09105497          | Schöna ()                     | Wegweiser Richtung Körba und Kolpien | | ein Bild hochladen |
| 09105841          | Schöna, Hauptstraße 59 (Lage) | Wohnstallhaus                        | | BW                 |

### Sieb
| ID-Nr.   | Lage     | Bezeichnung | Beschreibung | Bild               |
| -------- | -------- | ----------- | ------------ | ------------------ |
| 09105484 | B 102 () | Grenzstein  |              | ein Bild hochladen |

### Wahlsdorf
| ID-Nr.   | Lage                 | Bezeichnung     | Beschreibung | Bild            |
| -------- | -------------------- | --------------- | --- | --------------- |
| 09105531 | (Lage)               | Dorfkirche      | Die Dorfkirche aus dem 13. Jahrhundert wurde 1887/88 erweitert, dabei entstand auch der neugotische Turm. | weitere Bilder  |
| 09105532 | (Lage)               | Bockwindmühle   | | Bockwindmühle   |
| 09105533 | Hauptstraße 6 (Lage) | Speichergebäude | | Speichergebäude |
| 09105534 | Schulstraße 2 (Lage) | Gutshaus        | Das Gutshaus wurde 1915 auf Initiative des damaligen Gutsherren Otto Gustav Walter Schwietzke erbaut, dessen Familie 1827 in den Besitz des Ortes kam. Schwietzke beauftragte die Berliner Architekten Cremer & Wolffenstein mit dem Bau eines neobarocken Gebäudes. In den 1970er Jahren wurde das Gebäude an der westlichen Seite durch eine Turnhalle, 1988 an der nördlichen Seite durch einen Anbau ergänzt. Von 1999 bis 2000 wurde es nach historischem Vorbild rekonstruiert und seit 2010 vom Verein Neue Lebenswelt e. V. als Jugendgästehaus genutzt. | weitere Bilder  |

### Zagelsdorf
| ID-Nr.   | Lage   | Bezeichnung | Beschreibung | Bild           |
| -------- | ------ | ----------- | --- | -------------- |
| 09105141 | (Lage) | Dorfkirche  | Die evangelische Kirche stammt aus dem 14./15. Jahrhundert. Der Patronatslogenanbau stammt aus der Zeit nach 1680, ebenso das Chorgestühl und die Kanzel. | weitere Bilder |